# تصادف (فیلم ۲۰۰۴)
تصادف یا برخورد (به انگلیسی: Crash) فیلمی ساختهٔ سال ۲۰۰۴ به کارگردانی پل هگیس است که برندهٔ ۳ جایزه اسکار از جمله، جایزه اسکار بهترین فیلم سال ۲۰۰۶ شد. فیلم در اصل به بررسی موضوع نژادپرستی در بین نژادهای گوناگون (همانند سیاه‌پوست، ایرانی، آمریکایی و…) می‌پردازد.
کارگردان این فیلم، نویسندهٔ فیلم‌نامه دختر میلیون دلاری (که در سال ۲۰۰۵ برنده جایزه اسکار بهترین فیلم شد) بوده‌است، و در فیلم از بازیگران سرشناسی مانند ساندرا بولاک، دان چیدل، رایان فیلیپ و برندن فریزر استفاده کرده‌است.

## داستان
خلاصه داستان: یک خانم خانه‌دار اهل برنتوود و همسرش که دادستان منطقه است، یک مالک فروشگاه که ایرانی است، دو کارآگاه پلیس که عاشق و معشوق هم هستند، یک کارگردان تلویزیونی سیاه‌پوست آمریکایی و زنش، یک کلیدساز مکزیکی، دو ربایندهٔ ماشین، یک پلیس تازه‌کار و یک زوج میانسال کره‌ای، همه در لس آنجلس زندگی می‌کنند و ظرف ۳۶ ساعت آینده همگی تصادف خواهند کرد.

## جوایز
| هفتاد وهشتمین مراسم اسکار | بهترین بازیگر نقش مکمل مرد  | مت دیلون              | نامزدشده |
| هفتاد وهشتمین مراسم اسکار | بهترین کارگردانی            | پل هگیس               | نامزدشده |
| هفتاد وهشتمین مراسم اسکار | بهترین تدوین                | هیوز وینبورن          | پیروز    |
| هفتاد وهشتمین مراسم اسکار | بهترین فیلم                 | پل هگیس               | پیروز    |
| هفتاد وهشتمین مراسم اسکار | بهترین موسیقی اورجینال      | "In the Deep"         | نامزدشده |
| هفتاد وهشتمین مراسم اسکار | بهترین فیلمنامه غیر اقتباسی | پل هگیس و بابی مورسکو | پیروز    |